# Bagnolette
 (juillet 2019).
Si vous disposez d'ouvrages ou d'articles de référence ou si vous connaissez des sites web de qualité traitant du thème abordé ici, merci de compléter l'article en donnant les références utiles à sa vérifiabilité et en les liant à la section « Notes et références ».
La bagnolette est un couvre-chef féminin, très en vogue au XVIIIe siècle. Plutôt léger, elle se portait en été, pour protéger la tête, le cou et la nuque du soleil, et se constituait de dentelle, ou de fine mousseline. Elle se composait d'une calotte lisse et bombée, entourée d'un galon de tissu noué au niveau de la tempe gauche, et d'un bord incliné vers le bas. Elle pouvait remplacer le bavolet, ou bavolette, utilisé notamment dans les milieux paysans, au XIXe siècle.